# Koenigsegg CCX
O Koenigsegg CCX é um superesportivo produzido pela montadora sueca Koenigsegg como o sucessor do CCR, entre 2006 e 2010. O CCX foi criado para cumprir com o regulamento dos Estados Unidos e às exigências do mercado. 
O CCX foi primeiramente revelado em 28 de fevereiro de 2006 no Geneva Motor Show, embora sua existência fosse anunciada anteriormente. Tem um derivado chamado Koenigsegg CCXR que entre outras diferenças do original, o motor funciona com biocombustível.

## Desenvolvimento
O Koenigsegg CCX iniciou o projeto com o objetivo de entrar no mercado mundial, mas particularmente nos Estados Unidos não é muito vendido. O engenheiro de automóveis Magnus Jaasund disse: "Nós queríamos ir para o mercado mundial, mas não podíamos fazê-lo como um carro velho".
Para vender para o mercado norte-americano foram efetuadas várias alterações da concepção do CCR, o utilizado anteriormente motor Ford Modular foi substituído por um motor Koenigsegg concebido para funcionar com 91 octanas prontamente disponíveis nos Estados Unidos, e para cumprir as normas de emissão californianas. O para-choque dianteiro do CCX é projetado para ser mais seguro em colisões de baixa velocidade, o corpo dele é de 88 milímetros para cumprir com a regulamentação dos Estados Unidos. 
O CCX é 1,6 cm mais alto do que o CCR, combinando a fibra de carbono e plástico reforçado pelos bancos desportivos da Sparco. A unidade de controle também recebeu uma atualização em relação ao CCR, o que significa que o CCX não tem fusíveis físicos e é mais leve que o sistema anterior.

## Especificações

### Performance
O CCX pode acelerar 0-62 mph (0–100 km/h) em 3,2 segundos e 0-124 mph (0–200 km/h) em 9,8 segundos. Segundo a Koenigsegg tem uma velocidade máxima de 259 mph (417 km/h), embora não tenha sido confirmado. Em 15 de junho de 2008 foi cronometrado a velocidade do CCX, em  conseguir um recorde de 0-186 mph (0–300 km/h) em 29,2 segundos, batendo o Mercedes-Benz SLR McLaren 722, Lamborghini Murciélago LP640, Porsche 997 GT2, Alpina B6 S, Corvette Z06. 

### Motor
Embora o modelo anterior possuísse um motor V8 Ford Modular, a Ford construiu um motor novo baseado na arquitectura modular para o Koenigsegg CCX, que foi montado por Granger & Worrall, uma empresa britânica que produz componentes para carros de Formula 1. O motor é um 4,7 V8 806 CV com 4 válvulas por cilindro. O bloco do motor é feito de Alumínio T7 que sofreu um tratamento térmico, é uma forma de reforço. A liga de alumínio é mais forte do que do motor anterior, permite um fino e leve bloco de motor que irá resistir a maiores pressões do cilindro. O motor é impulsionado por dois superchargers que fornecem 1,2 kgf/cm² (17,5 psi ou ainda 121 kPa) de pressão, do impulso com uma compressão 8.2:1 ratio. O motor produz 806 cv (601 kW; 817 Ps) 6900 rpm e 678 lb ft (919 N m) de torque a 5700 rpm em 91 octanas. O motor é lubrificado com sistema de cárter seco com uma bomba de óleo, os pistões são arrefecidos por óleo pulverizados sobre eles e do petróleo em si e tem um cooler externo.

### Exterior
O CCX tem duas portas targa e tem o teto removível que pode ser armazenado em frente ao tronco, o que significa que, ao contrário de muitos dos seus concorrentes, ela pode ser mudada em qualquer local. O corpo, feitos de pré-impregnados de fibras de carbono e Kevlar está em 169 (4.300 mm) de comprimento, 78,6 em (2000 mm) de largura e 44,1 em (1120 mm) de altura com o solo de 3,9 em (99 mm). 
O CCX tem uma área frontal de 2894 m² em (1,867 m²) e um coeficiente de arrasto de apenas 0,30. Tem também um plano inferior com túneis Venturi na traseira e um spoiler traseiro opcional para melhorar a aerodinâmica. Nos 124 mph (200 km/h) há 132 lbf (60 quilogramas) de downforce sobre o eixo dianteiro e 143 lbf (65 kg) sobre a retaguarda.

### Transmissão
O CCX tem a velocidade de seis marchas manuais que tem duas chapas de embreagem de 8,5 polegadas de diâmetro (220 mm) como padrão, mas uma transmissão sequencial está disponível.

## Modelo CCXR
O Koenigsegg CCXR está equipado com um motor V8 de 4,7 litros em alumínio e é dotado de dois turbo-compressores. O CCXR utiliza Etanol E85 como combustível, obtendo mais de 1000 cavalos de potência (1018 mais precisamente) e 1060 Nm de torque, à 6100 rpm. Estes números permitem, segundo o construtor sueco, uma aceleração dos 0 aos 100 km/h em 3,1 segundos, uma velocidade máxima superior aos 400 km/h e um consumo de 22 litros por 100 km. Este modelo tem o valor no mercado em 2010 de 1,6 milhões de euros, tornando-o o carro mais caro do mundo.